# Suho
Suho – wieś w Słowenii, w gminie Dobje. W 2018 roku liczyła 108 mieszkańców.